# فرودگاه لاندس این رنچ
فرودگاه لاندس این رنچ  (به انگلیسی: Land's Inn Ranch Airport) یک فرودگاه خصوصی است که یک باند فرود چمن دارد و طول باند آن ۷۹۲ متر است. این فرودگاه در شهر دیویل، اورگن کشور ایالات متحده آمریکا قرار دارد و در ارتفاع ۱۱۸۲ متری از سطح دریا واقع شده است.